# Студийная система

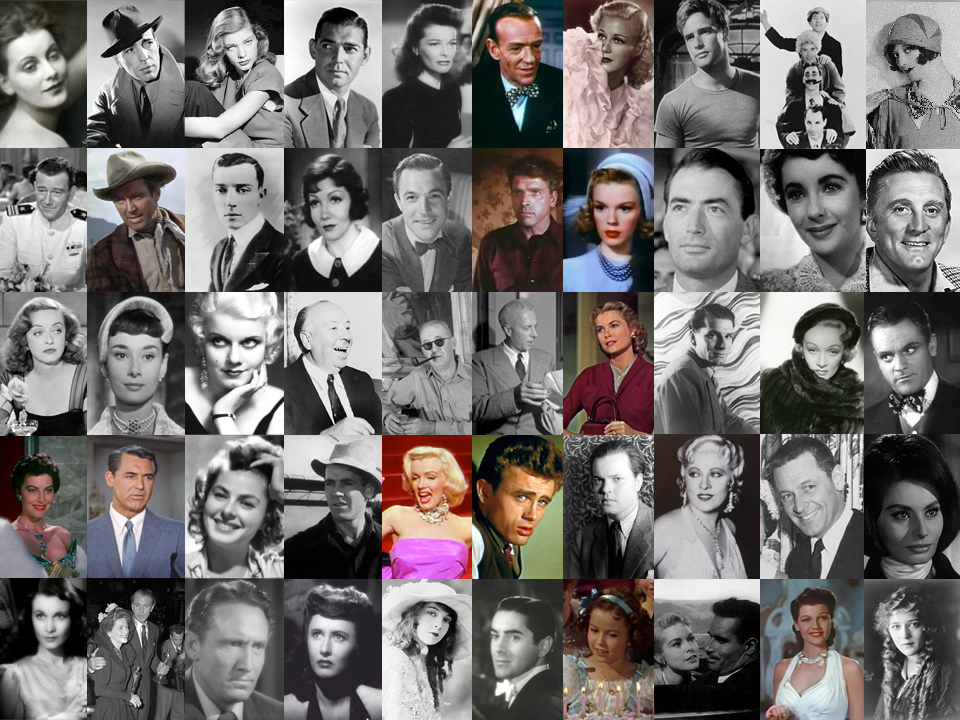
Лица классического Голливуда

Студийная система — организационное устройство Голливуда в период его «золотого века», которое оставалось неизменным с 1928 года (создание RKO Pictures) до конца 1949 года (продажа кинотеатров студии Paramount).
В середине XX века 95 % американского кинорынка контролировали 8 кинотрестов. Доля студий-мейджоров «большой пятёрки» (MGM, Paramount, Fox, Warner Bros., RKO) колебалась от 22 % (MGM) до 9 % (RKO). Помимо собственно производства фильмов, студии занимались их дистрибуцией и владели крупными сетями кинотеатров.
В 1948—1954 годах под нажимом государственных регуляторов эта система была ликвидирована, однако её пережитки сохранялись до середины 1960-х годов: довольно узкий круг производителей кинофильмов и ограничения на прокат, налагаемые кодексом Хейса. Только после отмены кодекса в 1967 году можно говорить о наступлении эпохи Нового Голливуда.

## Основные черты
Основой студийной системы было наличие у каждой студии крупных производственных мощностей с постоянным персоналом. Режиссёры, актёры и другие кинематографисты заключали со студиями долгосрочные контракты и находились в их полном распоряжении. За отказ от исполнения контракта полагались солидные штрафы. Студия раскручивала «звезду» практически с нуля, зачастую придумывая ей новое имя и биографию (т. н. звёздный конвейер). Карьера киноактёров полностью зависела от капризов студийного руководства. Профессиональные награды, как правило, распределялись по неформальному соглашению крупнейших киномагнатов.
Другой составляющей коммерческого успеха была монополизация киностудиями сетей сбыта кинопродукции, то есть кинотеатров. Это позволяло манипулировать ценами на билеты. Владельцам независимых кинотеатров фильмы предлагались «пакетами» из пяти кинокартин, среди которых только одна была хитовой, а остальные шли «в нагрузку».

## Иерархия студий

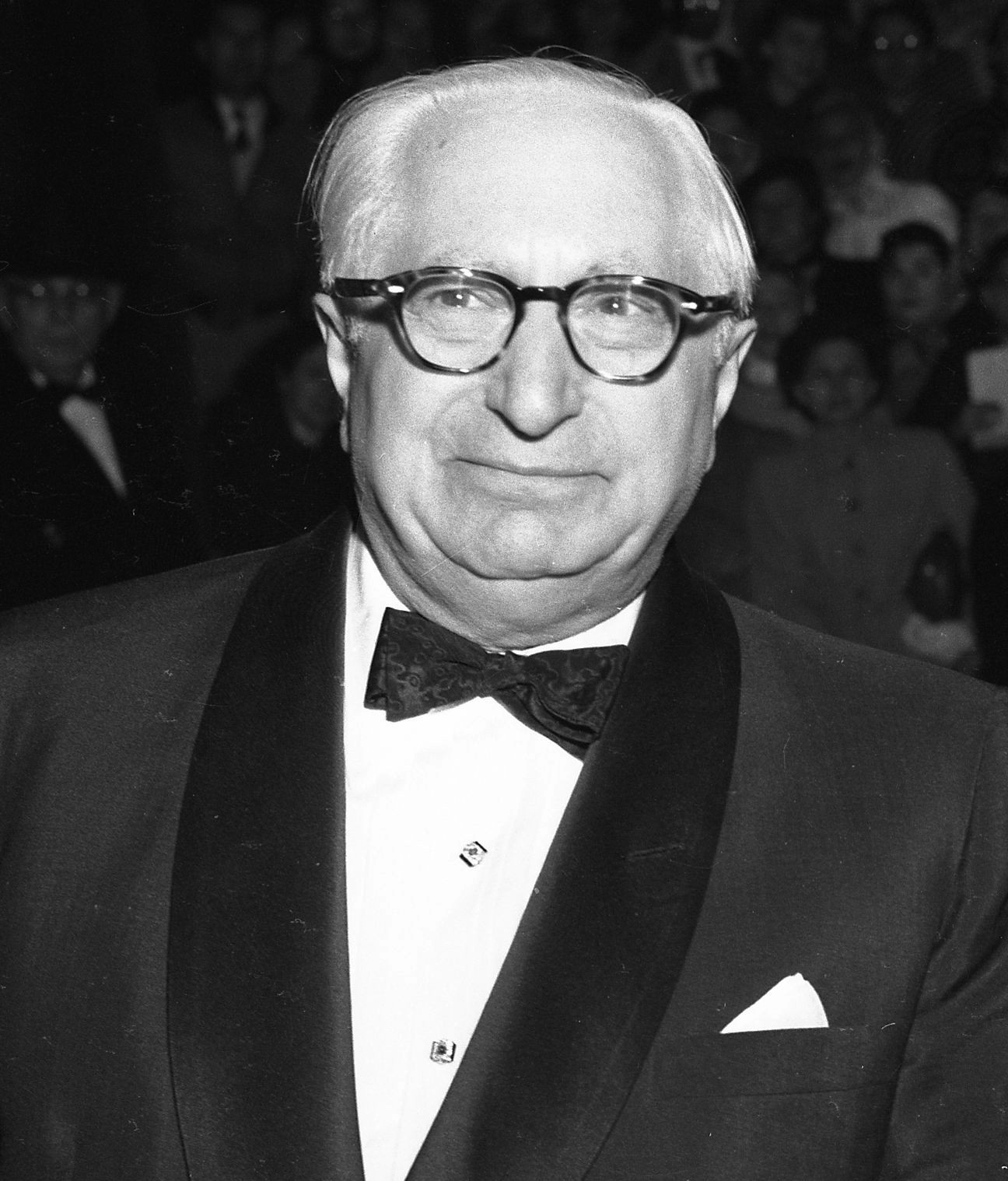
Луис Б. Майер — один из основателей и руководитель Metro-Goldwyn-Mayer, а также создатель Академии кинематографических искусств и наук

На протяжении 1930-х годов экономическим локомотивом киноиндустрии выступала студия Metro-Goldwyn-Mayer (MGM) во главе с Луисом Б. Майером; за ней с заметным отставанием следовала компания Fox во главе с Дэррилом Зануком (переименованная в 1935 году в 20th Century Fox). В разгар Великой депрессии все студии, кроме MGM, показали убыток. После того, как MGM покинули продюсеры-новаторы Ирвинг Тальберг и Дэвид Селзник, компания перестала развиваться и отдала в 1942 году пальму первенства студии Paramount Pictures.
Вслед за тремя этими гигантами следовали «середняки». Компания Warner Bros. вошла в число ведущих игроков после выпуска в 1927 году первого звукового фильма «Певец джаза», положившего начало революционному переустройству голливудской индустрии. Для меньшей из пяти крупных студий, RKO Pictures, звёздный час наступил в 1933 году, когда в прокат вышел её самый большой хит, «Кинг-Конг».
Малые кинокомпании не могли похвастаться разветвлёнными сетями кинотеатров. В этом сегменте в 1930-е годы наибольший успех сопутствовал компании Columbia Pictures, однако в 1940-х годах её обошла по оборотам старейшая киностудия Америки, Universal Pictures, основанная ещё в 1912 году.
Кинокомпания United Artists была устроена иначе, нежели все остальные. Она не занималась напрямую кинопроизводством, а кредитовала независимых кинопроизводителей (например, студии Селзника и Голдвина) и обеспечивала дистрибуцию их продукции. Собственные кинотеатры у неё отсутствовали.

## Крушение системы
Тотальный контроль кинотрестов над всем кинопроцессом от производства фильмов до «сбыта» их конечному потребителю не мог не вызвать озабоченности у антимонопольного ведомства. В 1938 году против Paramount Pictures был начат процесс, который затянулся на долгие годы. В 1948 году Верховный суд США, наконец, признал крупнейшую в стране кинокомпанию нарушившей закон о свободной конкуренции и потребовал разделения её кинопроизводственных мощностей и кинотеатров. Предполагалось, что вслед за Paramount все кинокомпании будут реорганизованы по образу и подобию United Artists.
Киномагнаты могли бы долго оспаривать обоснованность этого предписания, если бы Ховард Хьюз (новый владелец RKO) не поспешил продать небольшую сеть кинотеатров RKO. Этот прецедент свёл на нет аргументы остальных кинокомпаний. Продавая собственные кинотеатры, Хьюз рассчитывал ускорить процесс распада киномонополий, что должно было поставить их в равные условия с RKO. Последние кинотеатры были отделены от киностудий в 1954 году. На этом «золотой век Голливуда» подошёл к концу.
Прибыль киностудий стала резко (до 90 %) падать, и не только из-за растущих отчислений дистрибуторам и владельцам кинотеатров. Посредственные фильмы-середняки перестали приносить прибыль, так как пакетный метод реализации кинопродукции ушёл в прошлое. Посещаемость кинотеатров ежегодно падала из-за массового распространения телевидения. Рядовые американцы всё чаще предпочитали проводить вечер перед телеэкраном, а не в кинотеатре. Наиболее бедствующие студии переходили под контроль иностранцев. Первой на американский кинорынок вторглась британская компания Decca Records, которая в 1951 году установила контроль над студией Universal.

## Новая модель бизнеса

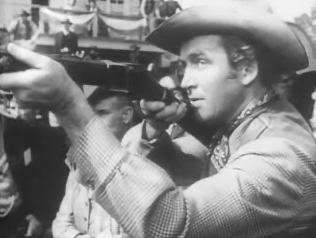
В роли «могильщиков» студийной системы выступили Ховард Хьюз, Лев Вассерман и Джеймс Стюарт (на илл.)

Непосредственным следствием краха студийной системы стал небывалый рост гонораров «звёзд» первой величины. Ввиду сократившихся финансовых поступлений студии были вынуждены расторгнуть долгосрочные контракты с высокооплачиваемыми актёрами и режиссёрами. Однако в условиях, когда посредственные фильмы средней руки перестали окупаться, обострилась и конкуренция за громкие имена, ибо только они могли гарантировать фильму успех, особенно в зарубежном прокате, который с 1950-х годов приобретал всё большее значение. Под «звёзд» первой величины студиям было легче привлечь финансирование.
В эту эпоху самыми могущественными людьми в Голливуде становятся агенты популярных актёров, как, например, Лев Вассерман, работавший под эгидой компании MCA. В 1950 году он выбил для Джимми Стюарта контракт, по которому тот получал за фильм не фиксированный заработок, а процент от прибыли. Успех вестерна «Винчестер-73» в одночасье сделал Стюарта состоятельным человеком. По стопам Стюарта последовали и другие «звёзды». Условия, которые они выдвигали студиям, нередко становились для последних разорительными. Известен случай, когда Марлону Брандо за участие в фильме было обещано три четверти прибыли от его проката.
Для многих актёров при решении вопроса об участии в съёмках определяющим фактором становилось привлечение к проекту режиссёра с именем. Это подстегнуло конкуренцию студий за услуги ведущих режиссёров; соответственно выросли и заработки последних. Тем не менее доходы актёров и режиссёров были несопоставимы. Характерный пример: за хичкоковский фильм «Поймать вора» режиссёр получил $50 тысяч, а исполнитель главной роли Кэри Грант — в 14 раз больше.
Новая модель бизнеса плачевно отразилась на студиях RKO, United Artists и MGM, которые со временем были вынуждены уйти с рынка. Прежние монополисты предпочитали сдавать свои производственные мощности независимым продюсерам вроде Хэла Уоллиса, участвуя в финансировании наиболее перспективных кинопроектов. Собственное производство киностудий было переориентировано на недорогие телефильмы, которые были востребованы телеканалами для заполнения эфирного времени. В 1957 году половина выпущенных в прокат фильмов была снята независимыми производителями.

## Современная студийная система
После хаотичной эпохи Нового Голливуда, когда правила игры диктовали небольшие производители наподобие BBS Productions, старые киностудии вновь обрели прочную почву под ногами в 1980-е годы. Публику (в основном молодёжную) вернули в кинотеатры научно-фантастические блокбастеры Джорджа Лукаса и Стивена Спилберга, предназначенные для просмотра на широком экране и зачастую организованные по принципу франшизы, который обеспечивает максимальные кассовые сборы. К началу 1990-х годов в Голливуде сложилась новая «большая шестёрка» (после слияния Disney/Fox в марте 2019 года — «большая пятёрка») киностудий, за каждой из которых стоит крупный инвестор из другой сферы экономики:
- 20th Century Fox,
- Columbia Pictures,
- Warner Bros.,
- Paramount Pictures,
- Universal Studios,
- Walt Disney Pictures.

У каждой крупной студии имеется подразделение для дистрибуции домашнего видео (на VHS и DVD) и подразделение, которое специализируется на так называемом независимом кино и артхаусе: Miramax Films при студии Диснея, Focus Features при студии Universal, Fox Searchlight при 20th Century Fox и так далее.
В роли «малых студий» в современном Голливуде выступают независимые компании DreamWorks, Lionsgate и STX Entertainment, а также New Line Cinema, аффилированная с Warner Bros., и Metro-Goldwyn-Mayer, фактически превратившаяся в «дочку» Amazon.